# La Capella Blanca (Savoia)
La Capella Blanca (en arpità La Chapèla Bllanche o La Shapéla Blinshe, en francès La Chapelle-Blanche) és un municipi francès situat al departament de la Savoia i a la regió d'Alvèrnia-Roine-Alps.

## Demografia

### Població
El 2007 la població de fet de La Capella Blanca era de 567 persones. Hi havia 200 famílies de les quals 25 eren unipersonals (17 homes vivint sols i 8 dones vivint soles), 64 parelles sense fills, 98 parelles amb fills i 13 famílies monoparentals amb fills.
La població ha evolucionat segons el següent gràfic:
Habitants censats

### Habitatges
El 2007 hi havia 237 habitatges, 204 eren l'habitatge principal de la família, 23 eren segones residències i 10 estaven desocupats. 227 eren cases i 7 eren apartaments. Dels 204 habitatges principals, 176 estaven ocupats pels seus propietaris, 23 estaven llogats i ocupats pels llogaters i 4 estaven cedits a títol gratuït; 3 tenien dues cambres, 19 en tenien tres, 44 en tenien quatre i 138 en tenien cinc o més. 168 habitatges disposaven pel capbaix d'una plaça de pàrquing. A 70 habitatges hi havia un automòbil i a 119 n'hi havia dos o més.

### Piràmide de població
La piràmide de població per edats i sexe el 2009 era:
| Homes | Edats   | Dones |
| ----- | ------- | ----- |
| 0     | 95 o +  | 0     |
| 8     | 90 a 94 | 4     |
| 0     | 85 a 89 | 4     |
| 4     | 80 a 84 | 0     |
| 4     | 75 a 79 | 4     |
| 12    | 70 a 74 | 20    |
| 16    | 65 a 69 | 8     |
| 12    | 60 a 64 | 12    |
| 12    | 55 a 59 | 16    |
| 32    | 50 a 54 | 28    |
| 20    | 45 a 49 | 24    |
| 4     | 40 a 44 | 4     |
| 20    | 35 a 39 | 20    |
| 12    | 30 a 34 | 8     |
| 12    | 25 a 29 | 12    |
| 12    | 20 a 24 | 0     |
| 12    | 15 a 19 | 8     |
| 8     | 10 a 14 | 12    |
| 24    | 5 a 9   | 12    |
| 16    | 0 a 4   | 8     |

## Economia
El 2007 la població en edat de treballar era de 362 persones, 271 eren actives i 91 eren inactives. De les 271 persones actives 253 estaven ocupades (143 homes i 110 dones) i 16 estaven aturades (8 homes i 8 dones). De les 91 persones inactives 39 estaven jubilades, 29 estaven estudiant i 23 estaven classificades com a «altres inactius».

### Ingressos
El 2009 a La Capella Blanca hi havia 205 unitats fiscals que integraven 558,5 persones, la mediana anual d'ingressos fiscals per persona era de 20.778 €.

### Activitats econòmiques
Dels 13 establiments que hi havia el 2007, 2 eren d'empreses alimentàries, 4 d'empreses de construcció, 1 d'una empresa de comerç i reparació d'automòbils, 1 d'una empresa d'informació i comunicació, 1 d'una empresa immobiliària, 2 d'empreses de serveis, 1 d'una entitat de l'administració pública i 1 d'una empresa classificada com a «altres activitats de serveis».
Dels 5 establiments de servei als particulars que hi havia el 2009, 2 eren fusteries, 2 electricistes i 1 perruqueria.
L'any 2000 a La Chapelle-Blanche hi havia 14 explotacions agrícoles que ocupaven un total de 486 hectàrees.

## Equipaments sanitaris i escolars
El 2009 hi havia una escola elemental.

## Poblacions més properes
El següent diagrama mostra les poblacions més properes.